# Nikolaus VI. (Troppau-Ratibor)
Nikolaus VI. von Ratibor (auch Nikolaus VI. von Troppau-Ratibor; tschechisch: Mikuláš VII. Ratibořský; * um 1478; † 1506) war von 1493 bis zu seinem Tod 1506 Herzog von Ratibor. Er entstammte dem Familienzweig Troppau-Ratibor der Troppauer Přemysliden.

## Leben
Seine Eltern waren Johann III. von Ratibor und Magdalena († 1501), eine Tochter des Oppelner Herzogs Nikolaus I.
Nach dem Tod des Vaters erbten Nikolaus VI. und seine Brüder Johann IV. und Valentin das Herzogtum Ratibor, das sie gemeinsam verwalteten. 
Nikolaus VI. vermählte sich um 1505 mit Anna († um 1530), einer Tochter des Krakauer Unterkämmerers Zbigniew Tęczyński, starb jedoch schon ein Jahr später ohne Nachkommen. Da sein Bruder Johann IV. im selben Jahr starb, war der jüngste Bruder Valentin Alleinerbe der hinterlassenen Besitzungen. 